# Regione di Quinara
La regione di Quinara è una regione della Guinea-Bissau, avente come capoluogo Buba.
Confina a nord con la Regione di Oio; ad est con la Regione di Bafatá e la Regione di Tombali; a sud con la Regione di Tombali; ad ovest con la Regione di Bolama e con l'Oceano Atlantico.

## Settori
La Regione di Quinara è divisa in quattro settori:
- Buba
- Empada
- Fulacunda
- Tite